# بردونة الأشراف
قرية بردونة الأشراف  هي إحدي القرى التابعة لمركز بني مزار بمحافظة المنيا في جمهورية مصر العربية. حسب إحصاءات سنة 2006، بلغ إجمالي السكان في بردونة الأشراف 3244 نسمة، منهم 1774 رجل و1470 امرأة.